# Johannes Feuerbaum

Johannes Feuerbaum 1930

Johannes Feuerbaum (* 15. August 1890 in Dortmund; † 17. November 1953 Dortmund) war ein deutscher Politiker (DVP) und Reichsinnungsmeister des Drechslerhandwerks.

## Leben und Wirken
Feuerbaum wurde als Sohn eines selbständigen Drechselmeisters geboren. Nach dem Besuch der Volksschule und der Oberrealschule absolvierte er eine Drechslerlehre. Dem Reichstagshandbuch zufolge arbeitete er anschließend in diesem Beruf. Eine ostdeutsche Schrift aus den 1960er Jahren meint dagegen, dass die Angabe des Reichstagshandbuches irreleitend gewesen sei. Feuerbaum hätte ihr zufolge eigentlich als „Holzwarenfabrikant“ gelistet werden müssen. Die Bezeichnung als „Drechslerobermeister“ habe nur dazu gedient, den Wählern eine leichtere Identifizierung zu ermöglichen.
Von 1914 bis 1918 nahm Feuerbaum mit dem Landwehrinfanterieregiment 15 am Ersten Weltkrieg teil, in dem er es bis zum Vizefeldwebel der Reserve brachte und mit der Rettungsmedaille am Band ausgezeichnet wurde. Nach dem Krieg wurde Feuerbaum Mitglied der Deutschen Volkspartei (DVP).
Bei der Reichstagswahl von September 1930 wurde Feuerbaum auf Reichswahlvorschlag der DVP in den Reichstag gewählt, dem er bis zum Juli 1932 angehörte. Daneben war er Obermeister der Drechslerinnung Dortmund, stellvertretender Präsident der Handwerkskammer Dortmund, Vorsitzender des Handwerksamtes Dortmund, Vorsitzender des Reichsverbandes für das selbständige Drechslergewerbe und Vorsitzender des Westfälisch-Lippischen Handwerkerbundes.
Zum 1. Mai 1933 trat Feuerbaum der NSDAP bei (Mitgliedsnummer 3.128.962).